# François-Paul de Brueys d’Aigalliers
François-Paul de Brueys d’Aigalliers, född 11 februari 1753, död 1 augusti 1798, var en fransk viceamiral. Han var överbefälhavare för den till Egypten bestämda franska flottan, intog på vägen Malta och landsatte lyckligt Napoleons armé. Han besegrades dock kort därefter i slaget vid Nilen där han också avled, träffad av en kanonkula.